# Rusko ratno zrakoplovstvo
Rusko ratno zrakoplovstvo (rus. Военно-воздушные силы Российской Федерации, hrv. Zračne snage Ruske Federacije) su zračna komponenta Oružanih snaga Rusije. Unutar Ruskog ratnog zrakoplovstva djeluje i Rusko mornaričko zrakoplovstvo.
Ratno zrakoplovstvo je osnovano na temelju bivšeg Sovjetskog ratnog zrakoplovstva nakon raspada Sovjetskog Saveza i osnivanja Ruskog ministarstva obrane 7. svibnja 1992. godine.
Sastoje se od zrakoplovstva, protuzračnih raketnih snaga, postrojbe za održavanje komunikacija i veza i specijalnih postrojbi.
Prema IISS-u (eng. International Institute for Strategic Studies) Rusko ratno zrakoplovstvo u 2010. godini imalo je oko 160.000 pripadnika, a taj broj se u narednim godinama planira smanjiti na 148.000. Prema procjenama istog instituta, ratno zrakoplovstvo Rusije posjeduje više od 4000 zrakoplova u aktivnoj službi.

### Unutarnje poveznice
- Ratno zrakoplovstvo SAD-a
- Kraljevske zračne snage
- Luftwaffe

## Vanjske poveznice
- Ministarstvo obrane Ruske Federacije - Službena stranica